# Tiourea

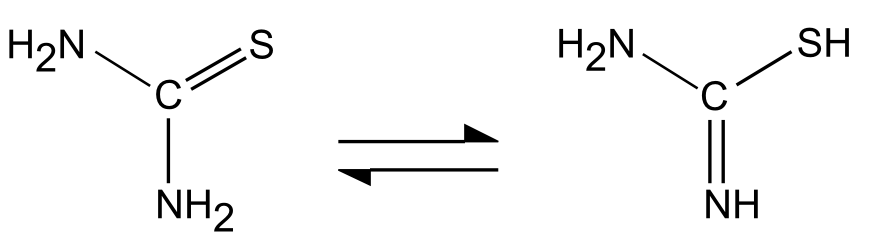
Tiourea (tautómeros)

La tiourea o tiocarbamida se trata de un compuesto orgánico de azufre con grupos funcionales amino, imina y tiol. Su estructura es similar a la urea pero con propiedades diferentes, teniendo más relación con las tioamida. Se trata de un compuesto no combustible, pero genera gases tóxicos al incendiarse. Se puede obtener en dos formas isoméricas distintas.
Se utiliza en medicamentos antitiroideos y para controlar la tirotoxicosis; además de utilizarse en la creación de herbicidas, pesticidas o resinas, entre otros.

## Propiedades
Podemos encontrar la tiourea en forma sólida, de color blanco, sin olor, y que cristaliza en una estructura bipiramidal rómbica con cuatro moléculas por celda unidad. Es el único cristal molecular conocido que es ferroeléctrico dentro de un cierto rango de temperatura.
Químicamente, se trata de un compuesto orgánico de azufre con fórmula SC(NH2)2, es decir, un compuesto orgánico organosulfurado. Tiene tres grupos funcionales: amino, imino y tiol. Su estructura es similar a la de la urea, de hecho, solo se diferencia de ella en el átomo de oxígeno que es reemplazado por un átomo de azufre; sin embargo las propiedades de ambos compuestos son totalmente diferentes.
Está relacionada con las tioamidas que son un grupo funcional análogos a las amidas pero con enlaces múltiples a lo largo del enlace CN (barrera rotacional). La tioamida más conocida es la tioacetamida; se emplea en medicamentos antitiroideos y para controlar la tirotoxicosis.
Al incendiarse, aunque no es combustible, genera gases tóxicos, entre ellos óxidos de nitrógeno y óxidos de azufre, lo que supone un aumento del peligro relacionado con la toxicidad de estos compuestos.
La tiourea se obtiene de dos formas tautoméricas , de las que la forma tiona predomina en soluciones acuosas. La forma tiol o isotiourea, sin embargo, la encontramos en sales de isotiouronio (sal ácida de la isotiourea).

## Usos y producción

### Usos
- La principal aplicación de la tiourea reside en el procesamiento de textiles (blanqueo de algodón, limpieza de la maquinaria de teñir, blanqueo de cuero…).
-Síntesis orgánica; la tiourea reduce los peróxidos a los dioles. A -100 °C, nos encontramos en el medio de la reacción y sólo aquí podemos ver una inestabilidad del endoperóxido (Prostaglandina H2). Encontramos además un epidióxido que es similar al epóxido pero con dos átomos de oxígeno y es en este intermedio donde se reduce a diol por tiourea.
La tiourea también se usa en el tratamiento para reducir la ozonólisis dando compuestos de carbonilo. Se sabe que el sulfuro de dimetilo es un reactivo eficaz para la misma reacción, el problema es que es altamente volátil y tiene un olor desagradable mientras que la tiourea es inodora y no volátil.
-Fuente de sulfuro.: La tiourea se emplea como una fuente de sulfuro para, por ejemplo, convertir haluros de alquilo en tioles. Dichas reacciones se producen a través de la intermediación de las sales de isotiuronio. Al igual que las tioamidas, la tiourea puede servir como fuente de sulfuro tras la reacción con iones de metales blando.
-Precursor de heterociclos. La tiourea se utiliza para la construcción de derivados de la pirimidina.
Los productos farmacéuticos como ácido tiobarbitúrico y sulfatiazol se preparan usando tiourea.
- Pulido de plata.Algunos productos de limpieza, tienen en su etiqueta tiourea que puede crear un lixiviado de plata y oro con su oxidación selectiva evitando así el uso de cianuro y la fundición.
-Organocatálisis. Las tioureas sustituidas son catalizadores para la síntesis orgánica y dicho fenómeno recibe el nombre de organocatálisis de tiourea.
-Síntesis de tioureas sustituidas.
Los derivados de tiourea se utilizan en organocatálisis.
Las tioureas se pueden preparar mediante el acoplamiento de dos aminas con tiofosgeno.
Las aminas se pueden condensar con tiocianatos para dar tioureas.
- Otros usos. Usos industriales como la producción de resinas ignífugas y aceleradores de vulcanización.
Se usa como agente auxiliar en papel diazo, papel de fotocopia sensible a la luz y casi todos los papeles de copia, también para tonificar impresiones fotográficas de gelatina de plata.
Otros usos más raros como electrodeposición brillante y semibrillante de Clifton-Phillips y Beaver, y una solución con cloruro de estaños II como solución de estaño no electrolítico para placas de circuito impreso de cobre.

### Producción
La producción de tiourea, de manera anual en todo el mundo, es de aproximadamente 10000 toneladas en el año 2002 Alrededor del 40% se produce en Alemania, otro 40% en China, y 20% en Japón. La tiourea se puede producir a partir de tiocianato de amonio (como ya hemos visto) pero es más común producirla por la reacción de sulfuro de hidrógeno con la cianamida cálcica (compuesto inorgánico usado en fertilizantes) en presencia de dióxido de carbono.

## Toxicidad

### Efectos en la salud humana
Es una sustancia considerada peligrosa en entornos laborales dónde se trata con esta sustancia, o en lugares donde se utiliza cómo pesticida, siendo la inhalación o vía oral las maneras más posibles de que se introduzca en el organismo. La tiourea ha llegado a estar dentro de la lista de sustancias de prioridad dentro de la ATSDR, la agencia de tóxicos y enfermedades de Estados Unidos, o Lista de Substancias peligrosas
Se han realizado diversos estudios en animales, proporcionando los distintos efectos, pero aún no se ha establecido un NOEL concreto en seres humanos, aun así se han comprobado sus propiedades carcinógenas debido a estos estudios, además de cierta afección en las gónadas pero en casos de inhalación o absorción de grandes cantidades.
La piel ha de mantenerse protegida, al igual que el resto de vías, ya que este compuesto tiene la capacidad de atravesar la dermis. Debido a estos, toda manipulación de productos o compuestos de tiourea ha de ejercerse con unas medidas de protección, como son todas aquellas que eviten el contacto de esta con ojos, piel o boca; normalmente un traje de protección. Al igual que NOEL, tampoco se ha establecido un TLV. La tiourea está considerada cancerígena, afectando sobre todo a las glándulas del tiroides, además se ha observado cierta afección a la médula ósea, causando disminución de glóbulos rojos, blancos y/o plaquetas, además de una posibilidad de la aparición de bocio; estos efectos son apreciables más a largo plazo, a corto plazo causa irritación de ojos y de piel

### Efectos para el medioambiente
Los mayores riesgos, además de sus efectos mutagénicos sobre animales, está en la posible descomposición de la tiourea en sustancias nocivas para el medioambiente, como es el caso de la descomposición térmica en óxidos de azufre y nitrógeno, los cuales pueden causar severos daños.La EPA establece la tiourea cómo sustancia a vigilar, aunque no como una de las de mayor riesgo.

## Estudios de toxicidad[12]
-Reproductivos, en este caso se introdujo el tóxico vía oral, y se obersavaron los efectos durante en hembras preñadas, y días después del nacimiento:
En pequeñas cantidades (alrededor 1mg/kg en roedores; esto también se comprobó en animales domésticos en los que los efectos aparecían sobre 9 mg/kg) surgen efectos en las gónadas, mientras que grandes cantidades se han visto efectos sobre el desarrollo del feto (malformaciones, fetotoxicidad, problemas en el desarrollo) (240 mg/kg roedores).
-Mutagénico, estudios por distintas vías en ratas:
Múltiple: NOEL publicada: 151 mg/kg durante 52 semanas, intermitentemente. Carcinógeno, aparición de tumores en ojos y orejas.
Oral: NOEL 78 mg/kg 56 semanas continuamente. Carcinógeno, aparición de tumores en ojos y orejas.
Durante periodos más largos de tiempo se observó la aparición de tumores también en la glándula tiroides y el hígado.
-Otros datos sobre toxicidad aguda:
Vía oral, mujer: NOEL: 1660 mg/kg, durante 5 semanas.
Dosis letal ratas:
Intraperitoneal: 436 mg/kg
Oral: 125 mg/kg
-Otros tipos de estudios realizados demuestran varias afecciones a la glándula tiroidea, por ejemplo cierto hipotiroidismo por inhalación, o afección en el peso y tamaño de la glándula (bocio), esto último debido posiblemente a la capacidad de absorber el yoduro, evitando que llegue a la glándula. También se ha visto cierta afección en el sistema respiratorio, pero para que estas afecciones causasen efectos graves se usaron dosis que difícilmente se conseguirían ante una exposición a tiourea.

## Medidas de prevención y/o acción
Estas son descritas por la WHO
Prevención:
- Realizar las operaciones con tiourea en espacios cerrados pero con buena ventilación por extracción localizado, en caso de no hacerse utilizar respirador.
- Ropa de trabajo protectora (traje y gafas protectoras).
- Evitar exposición a llama abierta.
- Lavarse a fondo tras utilizar tiourea.
- Si se cree estar afectado por el compuesto realizar exámenes médicos sanguíneos y de alergias.
- Poner información sobre el compuesto en zonas dónde se manipule, además de adecuar las instalaciones.
- Almacenar separado de alimentos/piensos, oxidantes y bases fuertes; en una zona con ventilación.
- No transportar con alimentos/pienso.

Acción:
- En caso de incendio, utilizar equipo respiratorio, se permiten todo tipo de agentes extintores.
- En caso de derrame o fuga, evacuar; NO verter en el alcantarillado, se ha de barrer la sustancia e introducirla en un recipiente hermético. Posteriormente ventilar y lavar la zona donde se ha dado el derrame.
- En caso de inhalación, traslado a centro médico, mantener un periodo de reposo en un lugar con aire limpio. En caso de contacto con los ojos, enjuagarse con agua abundante.
- En caso de contacto con la piel, quitar ropa contaminada y lavar la zona contaminada con agua y jabón.